# Atxkàssova
Atxkàssova (en rus: Ачкасова) és un poble de l'óblast de Lípetsk, a Rússia, que en el cens del 2010 tenia dos habitants.